# Rugby à sept aux Jeux olympiques de la jeunesse de 2018
Navigation
Édition précédente
Les épreuves de rugby à sept des Jeux olympiques de la jeunesse de 2018 ont lieu sur le terrain de La Boya à San Isidro, du 13 au 15 octobre 2018.
Les équipes masculine d'Argentine et féminine de Nouvelle-Zélande sont sacrées championnes olympiques, après avoir battu l'équipe de France dans les deux catégories.

## Stade

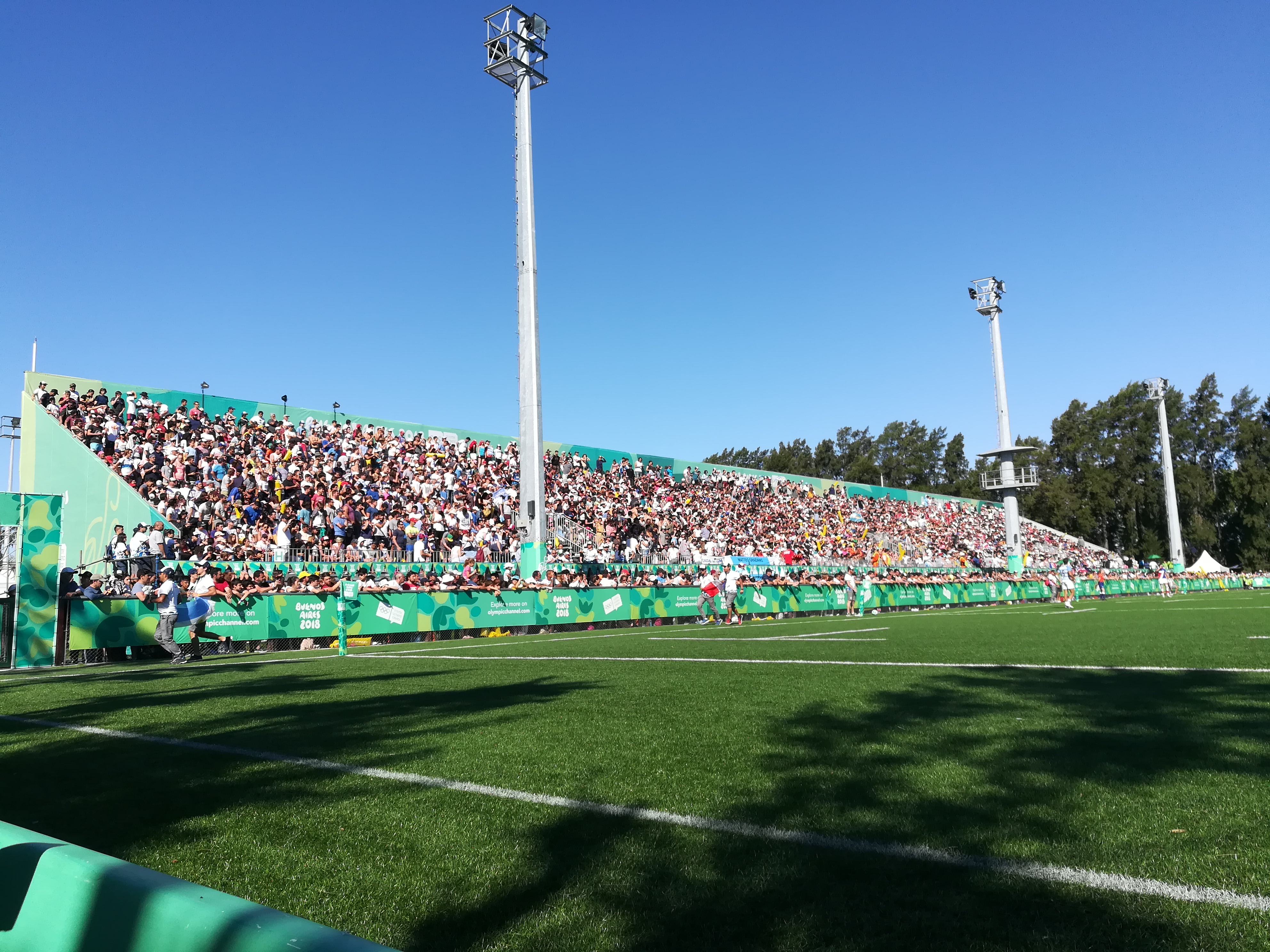
Une des tribunes autour du terrain de La Boya.

Les épreuves se déroulent sur le terrain de La Boya, l'une des installations sportives du club Club Atlético San Isidro, dans la ville de San Isidro,.
Ce terrain dispose d'un terrain synthétique homologué par World Rugby depuis décembre 2017.

## Équipes qualifiées
Six équipes nationales sont qualifiées pour disputer chacun des tournois, représentant un total de onze nations.

### Tournoi masculin
- Afrique du Sud
- Argentine
- États-Unis
- France
- Japon
- Samoa

### Tournoi féminin
- Canada
- Colombie
- France
- Kazakhstan
- Nouvelle-Zélande
- Tunisie

## Résultats

### Tournoi masculin
Au terme de la compétition, l'Argentine remporte la médaille d'or contre la France,.

#### Phase préliminaire
| 13 octobre 2018 13 h 15 (UTC−03:00) | Afrique du Sud | 12 - 14 | Japon | La Boya, San Isidro |
| 13 octobre 2018 13 h 15 (UTC−03:00) |                |         |       | La Boya, San Isidro |
| 13 octobre 2018 13 h 15 (UTC−03:00) |                |         |       | La Boya, San Isidro |

| 13 octobre 2018 13 h 40 (UTC−03:00) | États-Unis | 0 - 38 | France | La Boya, San Isidro |
| 13 octobre 2018 13 h 40 (UTC−03:00) |            |        |        | La Boya, San Isidro |
| 13 octobre 2018 13 h 40 (UTC−03:00) |            |        |        | La Boya, San Isidro |

| 13 octobre 2018 14 h 5 (UTC−03:00) | Argentine | 50 - 7 | Samoa | La Boya, San Isidro |
| 13 octobre 2018 14 h 5 (UTC−03:00) |           |        |       | La Boya, San Isidro |
| 13 octobre 2018 14 h 5 (UTC−03:00) |           |        |       | La Boya, San Isidro |

| 13 octobre 2018 16 h 20 (UTC−03:00) | Afrique du Sud | 12 - 17 | France | La Boya, San Isidro |
| 13 octobre 2018 16 h 20 (UTC−03:00) |                |         |        | La Boya, San Isidro |
| 13 octobre 2018 16 h 20 (UTC−03:00) |                |         |        | La Boya, San Isidro |

| 13 octobre 2018 16 h 45 (UTC−03:00) | États-Unis | 24 - 24 | Samoa | La Boya, San Isidro |
| 13 octobre 2018 16 h 45 (UTC−03:00) |            |         |       | La Boya, San Isidro |
| 13 octobre 2018 16 h 45 (UTC−03:00) |            |         |       | La Boya, San Isidro |

| 13 octobre 2018 17 h 10 (UTC−03:00) | Argentine | 45 - 0 | Japon | La Boya, San Isidro |
| 13 octobre 2018 17 h 10 (UTC−03:00) |           |        |       | La Boya, San Isidro |
| 13 octobre 2018 17 h 10 (UTC−03:00) |           |        |       | La Boya, San Isidro |

| 14 octobre 2018 13 h 15 (UTC−03:00) | Afrique du Sud | 19 - 12 | États-Unis | La Boya, San Isidro |
| 14 octobre 2018 13 h 15 (UTC−03:00) |                |         |            | La Boya, San Isidro |
| 14 octobre 2018 13 h 15 (UTC−03:00) |                |         |            | La Boya, San Isidro |

| 14 octobre 2018 13 h 40 (UTC−03:00) | Argentine | 29 - 12 | France | La Boya, San Isidro |
| 14 octobre 2018 13 h 40 (UTC−03:00) |           |         |        | La Boya, San Isidro |
| 14 octobre 2018 13 h 40 (UTC−03:00) |           |         |        | La Boya, San Isidro |

| 14 octobre 2018 14 h 5 (UTC−03:00) | Japon | 29 - 0 | Samoa | La Boya, San Isidro |
| 14 octobre 2018 14 h 5 (UTC−03:00) |       |        |       | La Boya, San Isidro |
| 14 octobre 2018 14 h 5 (UTC−03:00) |       |        |       | La Boya, San Isidro |

| 14 octobre 2018 16 h 20 (UTC−03:00) | Afrique du Sud | 5 - 34 | Argentine | La Boya, San Isidro |
| 14 octobre 2018 16 h 20 (UTC−03:00) |                |        |           | La Boya, San Isidro |
| 14 octobre 2018 16 h 20 (UTC−03:00) |                |        |           | La Boya, San Isidro |

| 14 octobre 2018 16 h 45 (UTC−03:00) | États-Unis | 17 - 17 | Japon | La Boya, San Isidro |
| 14 octobre 2018 16 h 45 (UTC−03:00) |            |         |       | La Boya, San Isidro |
| 14 octobre 2018 16 h 45 (UTC−03:00) |            |         |       | La Boya, San Isidro |

| 14 octobre 2018 17 h 10 (UTC−03:00) | France | 15 - 10 | Samoa | La Boya, San Isidro |
| 14 octobre 2018 17 h 10 (UTC−03:00) |        |         |       | La Boya, San Isidro |
| 14 octobre 2018 17 h 10 (UTC−03:00) |        |         |       | La Boya, San Isidro |

| 15 octobre 2018 11 h 5 (UTC−03:00) | Afrique du Sud | 31 - 7 | Samoa | La Boya, San Isidro |
| 15 octobre 2018 11 h 5 (UTC−03:00) |                |        |       | La Boya, San Isidro |
| 15 octobre 2018 11 h 5 (UTC−03:00) |                |        |       | La Boya, San Isidro |

| 15 octobre 2018 11 h 30 (UTC−03:00) | États-Unis | 14 - 22 | Argentine | La Boya, San Isidro |
| 15 octobre 2018 11 h 30 (UTC−03:00) |            |         |           | La Boya, San Isidro |
| 15 octobre 2018 11 h 30 (UTC−03:00) |            |         |           | La Boya, San Isidro |

| 15 octobre 2018 11 h 55 (UTC−03:00) | France | 29 - 14 | Japon | La Boya, San Isidro |
| 15 octobre 2018 11 h 55 (UTC−03:00) |        |         |       | La Boya, San Isidro |
| 15 octobre 2018 11 h 55 (UTC−03:00) |        |         |       | La Boya, San Isidro |

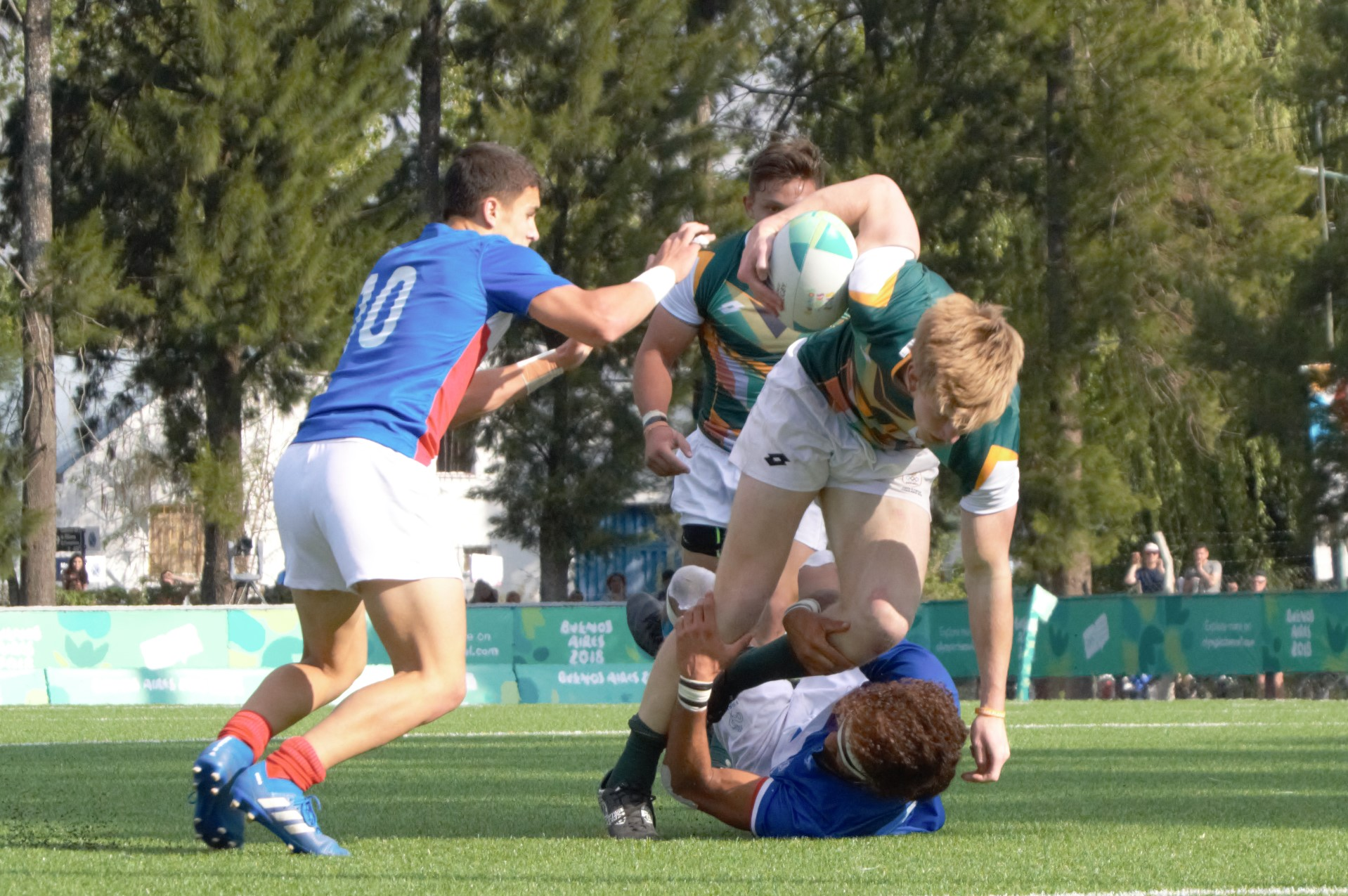
Afrique du Sud - France.
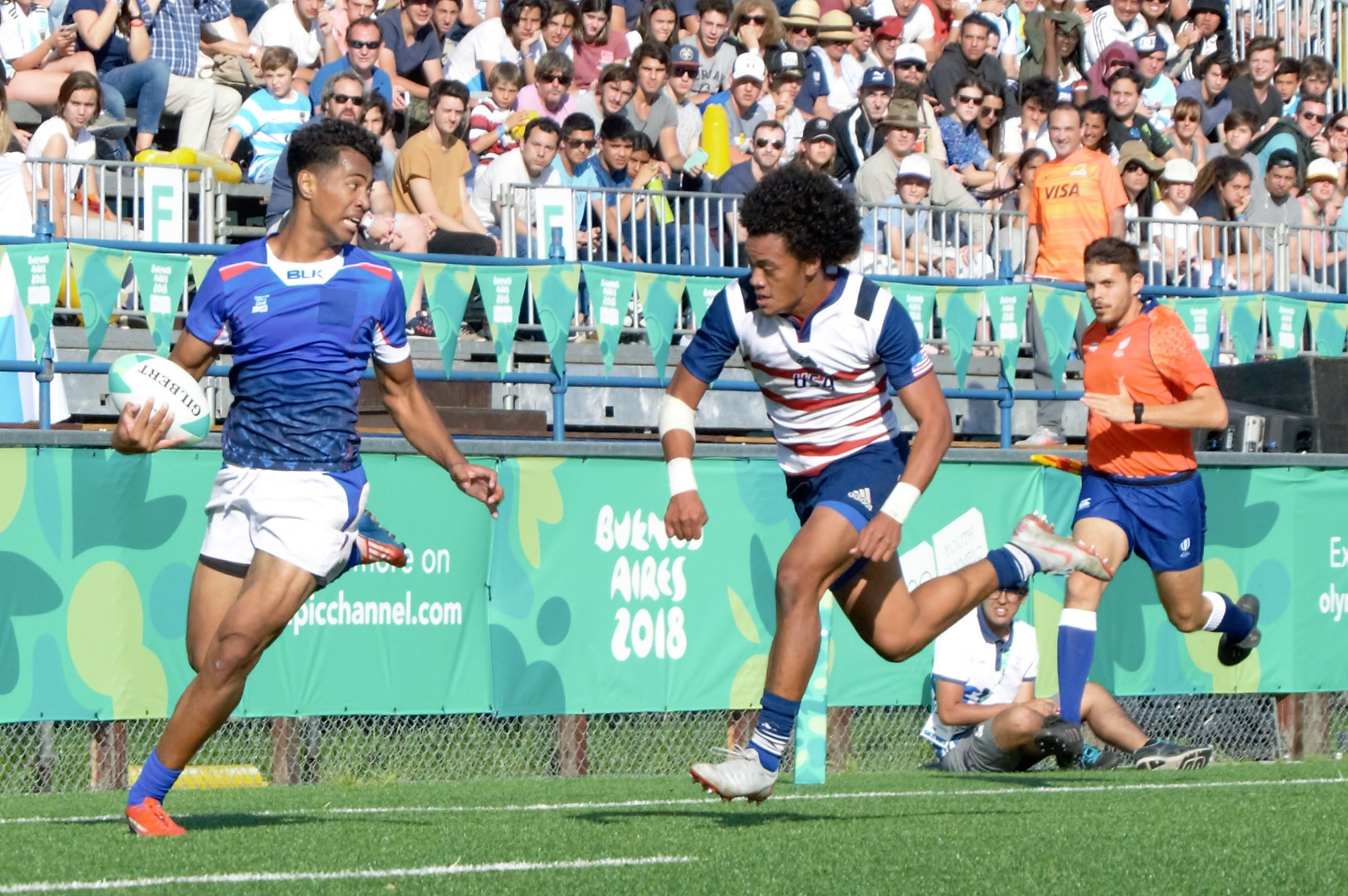
États-Unis - Samoa.
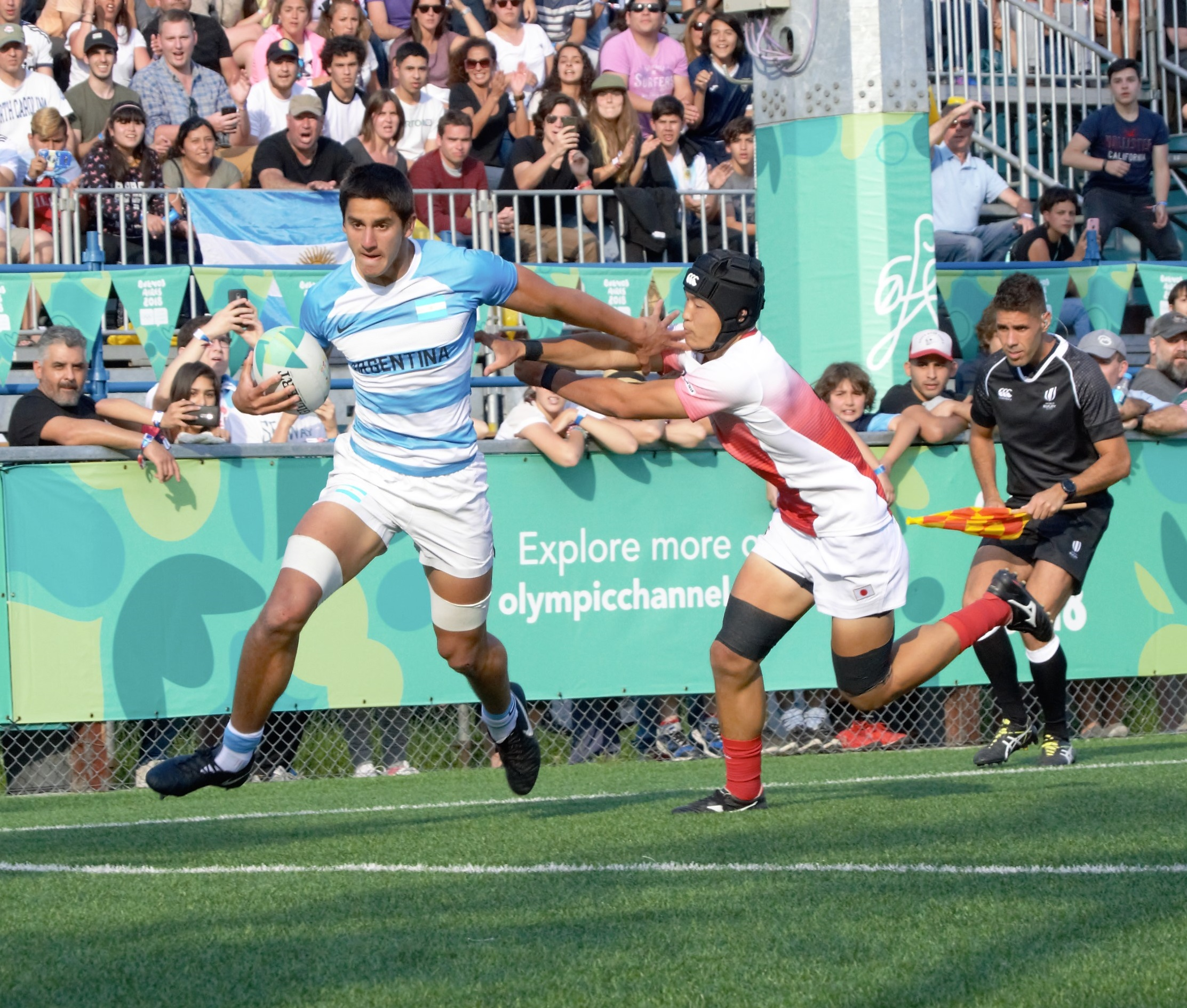
Argentine - Japon.
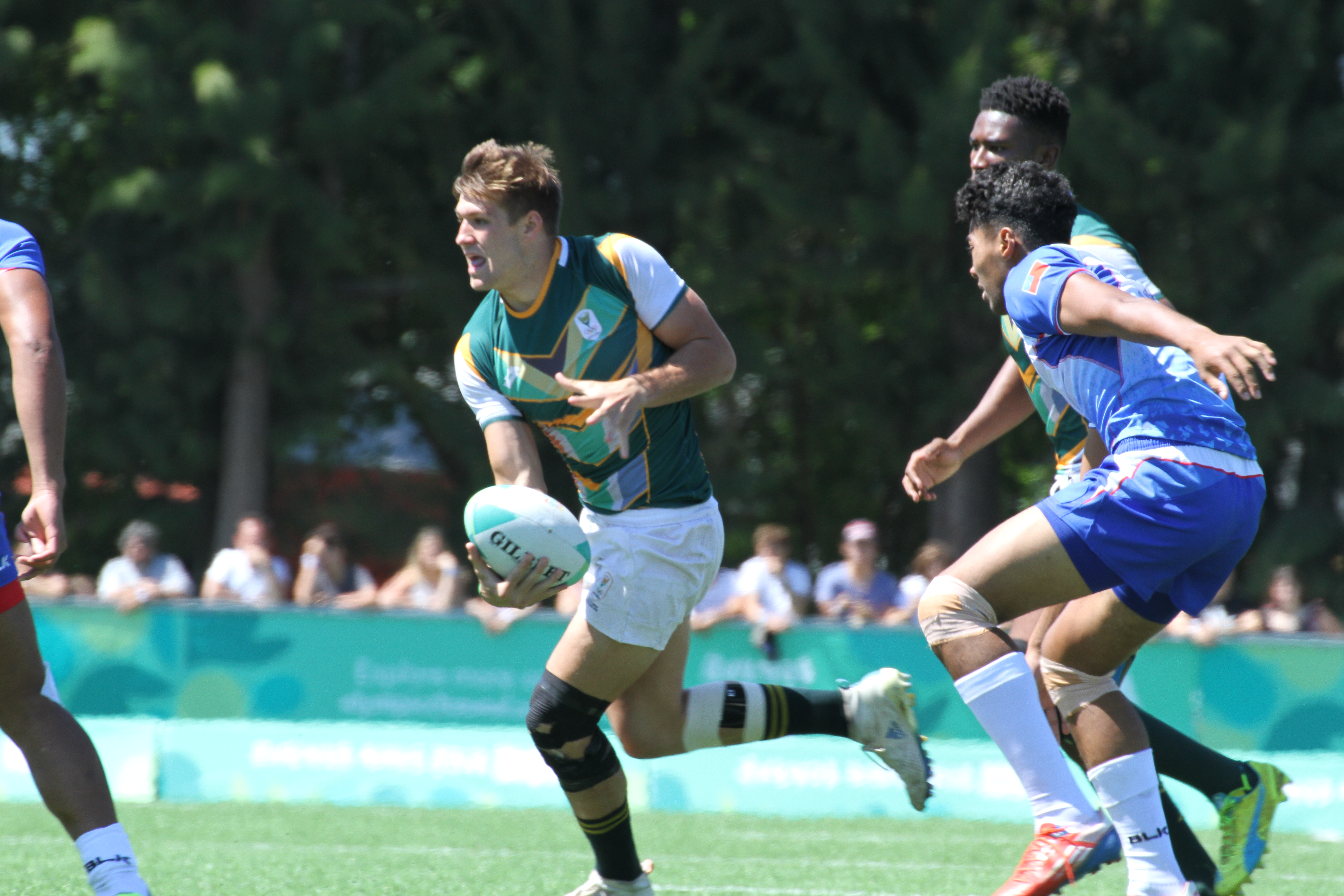
Afrique du Sud - Samoa.
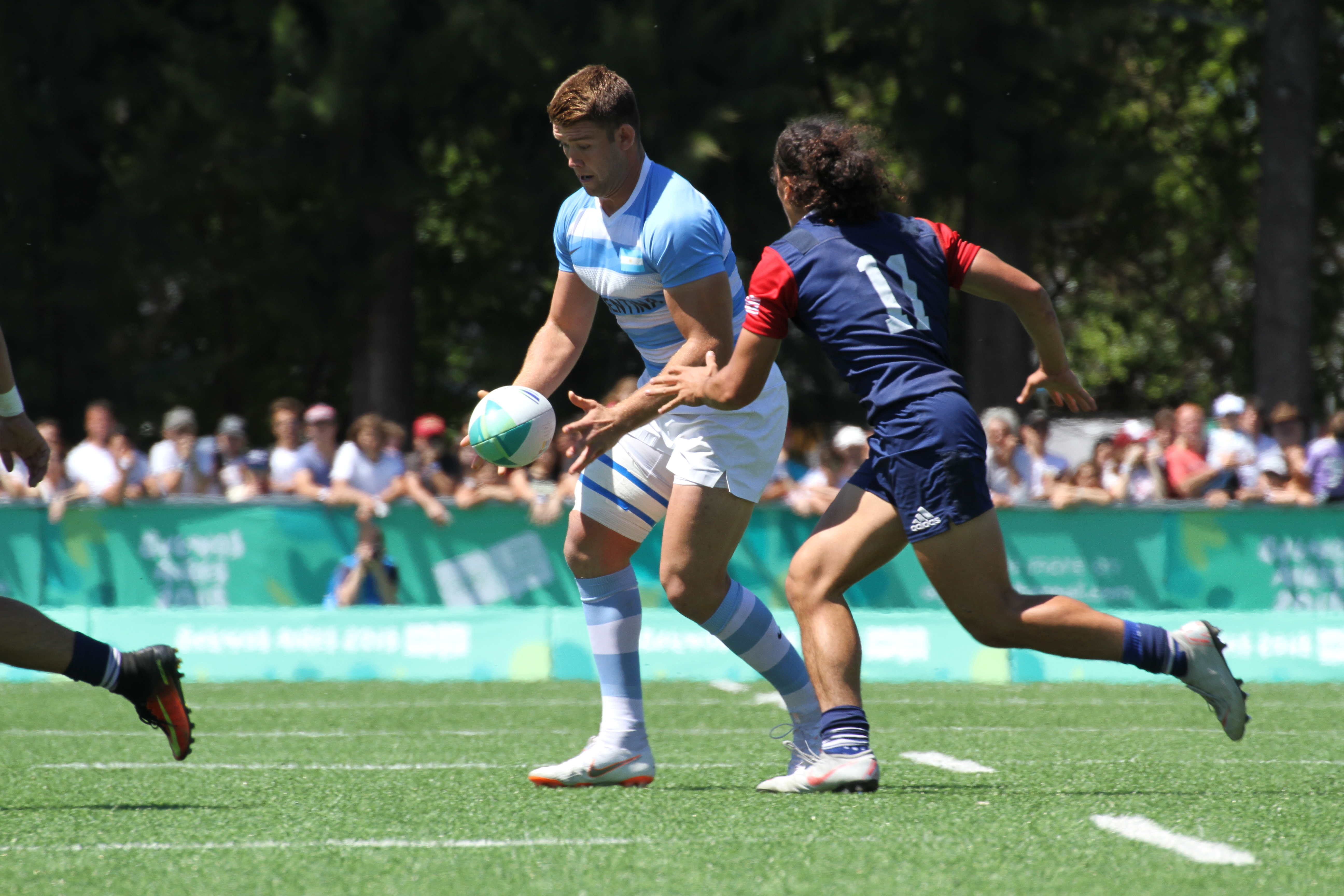
États-Unis - Argentine.
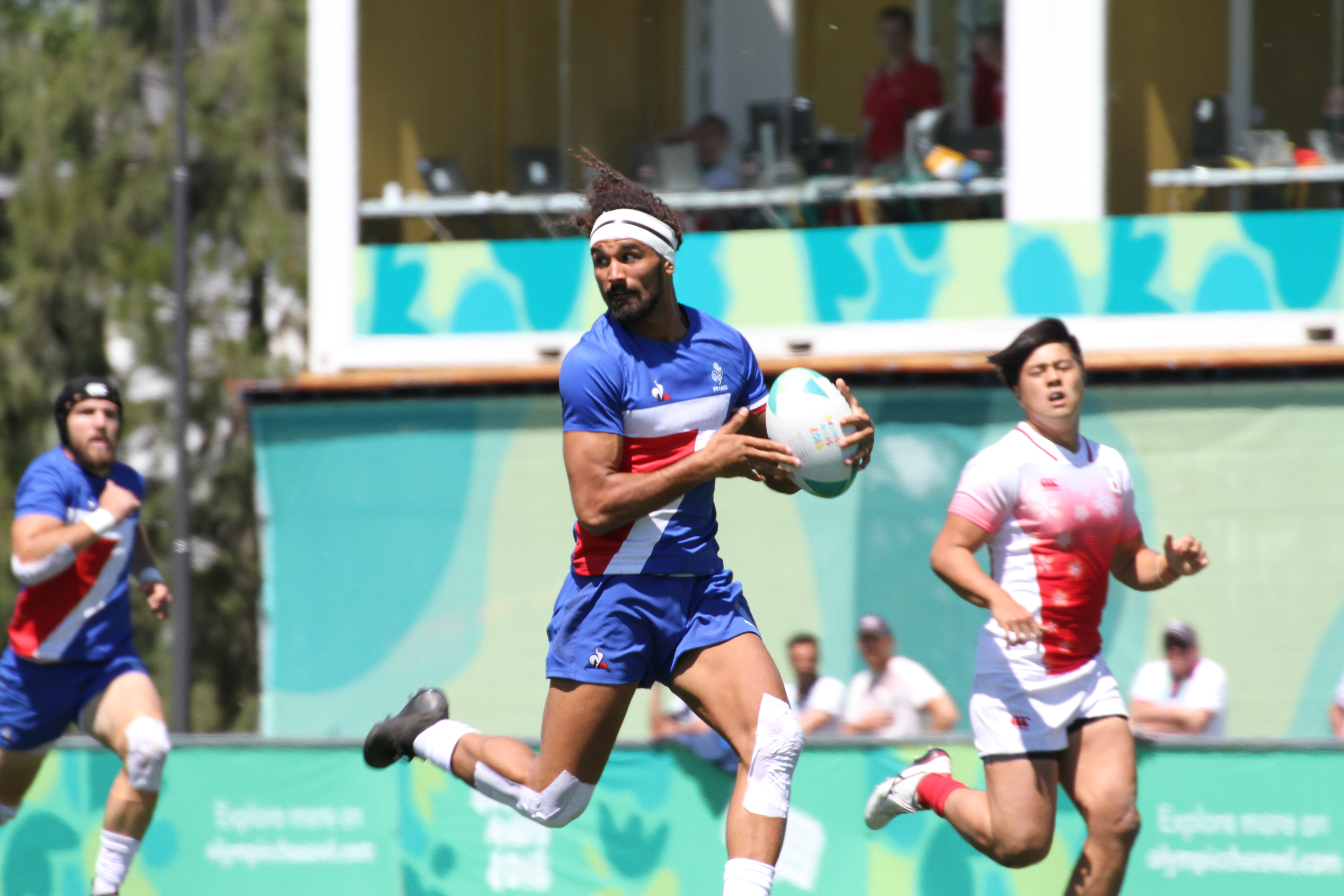
France - Japon.

| Rang | Pays           | J | V | N | D | Pm  | Pe  | Diff | Pts |
| ---- | -------------- | - | - | - | - | --- | --- | ---- | --- |
| 1    | Argentine      | 5 | 5 | 0 | 0 | 180 | 38  | +142 | 15  |
| 2    | France         | 5 | 4 | 0 | 1 | 111 | 65  | +46  | 13  |
| 3    | Japon          | 5 | 2 | 1 | 2 | 74  | 103 | -29  | 10  |
| 4    | Afrique du Sud | 5 | 2 | 0 | 3 | 79  | 84  | -5   | 9   |
| 5    | États-Unis     | 5 | 0 | 2 | 3 | 67  | 120 | -53  | 7   |
| 6    | Samoa          | 5 | 0 | 1 | 4 | 48  | 149 | -101 | 6   |

|  | Qualifié pour le match pour la médaille d'or      |
|  | Qualifié pour le match pour la médaille de bronze |
|  | Qualifié pour le match pour la 5e place           |

#### Phase finale
Match pour la 5e place
| 15 octobre 2018 14 h 20 (UTC−03:00) | États-Unis | 24 - 14 | Samoa | La Boya, San Isidro |
| 15 octobre 2018 14 h 20 (UTC−03:00) |            |         |       | La Boya, San Isidro |
| 15 octobre 2018 14 h 20 (UTC−03:00) |            |         |       | La Boya, San Isidro |

Match pour la médaille de bronze
| 15 octobre 2018 15 h 10 (UTC−03:00) | Japon | 28 - 5 | Afrique du Sud | La Boya, San Isidro |
| 15 octobre 2018 15 h 10 (UTC−03:00) |       |        |                | La Boya, San Isidro |
| 15 octobre 2018 15 h 10 (UTC−03:00) |       |        |                | La Boya, San Isidro |

Match pour la médaille d'or
| 15 octobre 2018 16 h 0 (UTC−03:00) | Argentine | 24 - 14 | France | La Boya, San Isidro |
| 15 octobre 2018 16 h 0 (UTC−03:00) |           |         |        | La Boya, San Isidro |
| 15 octobre 2018 16 h 0 (UTC−03:00) |           |         |        | La Boya, San Isidro |

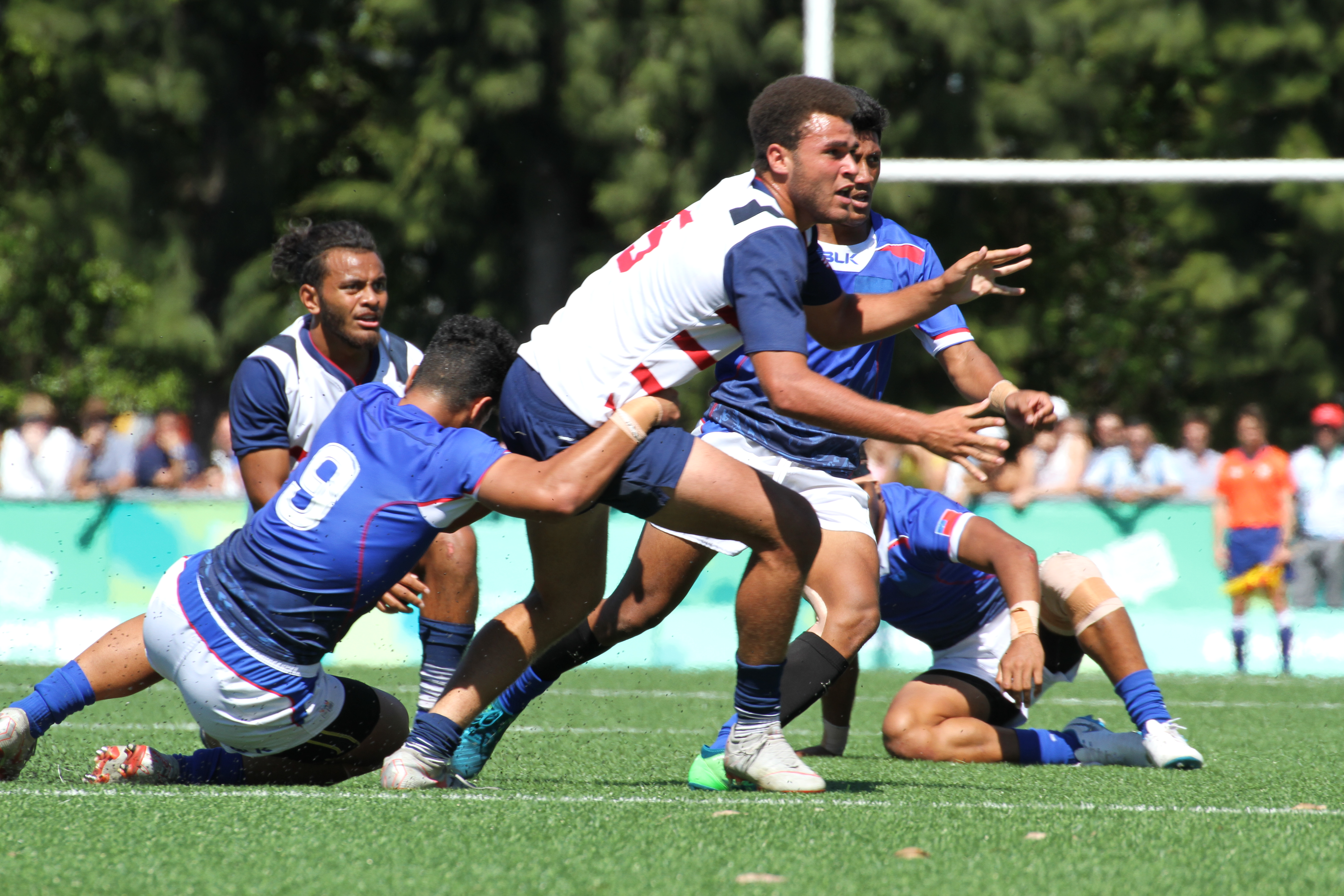
Match pour la 5e place : États-Unis - Argentine.
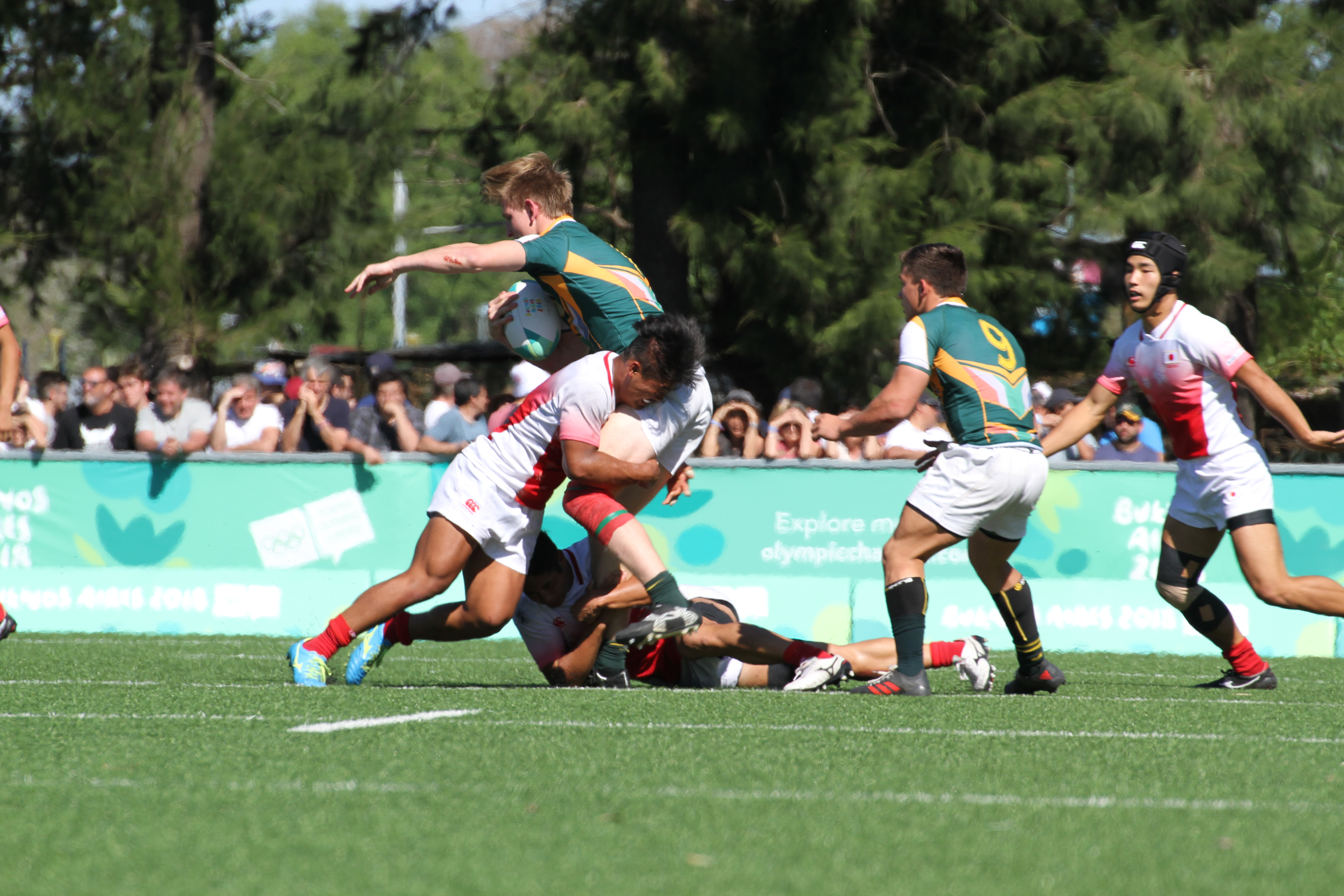
Match pour la médaille de bronze : Japon - Afrique du Sud.
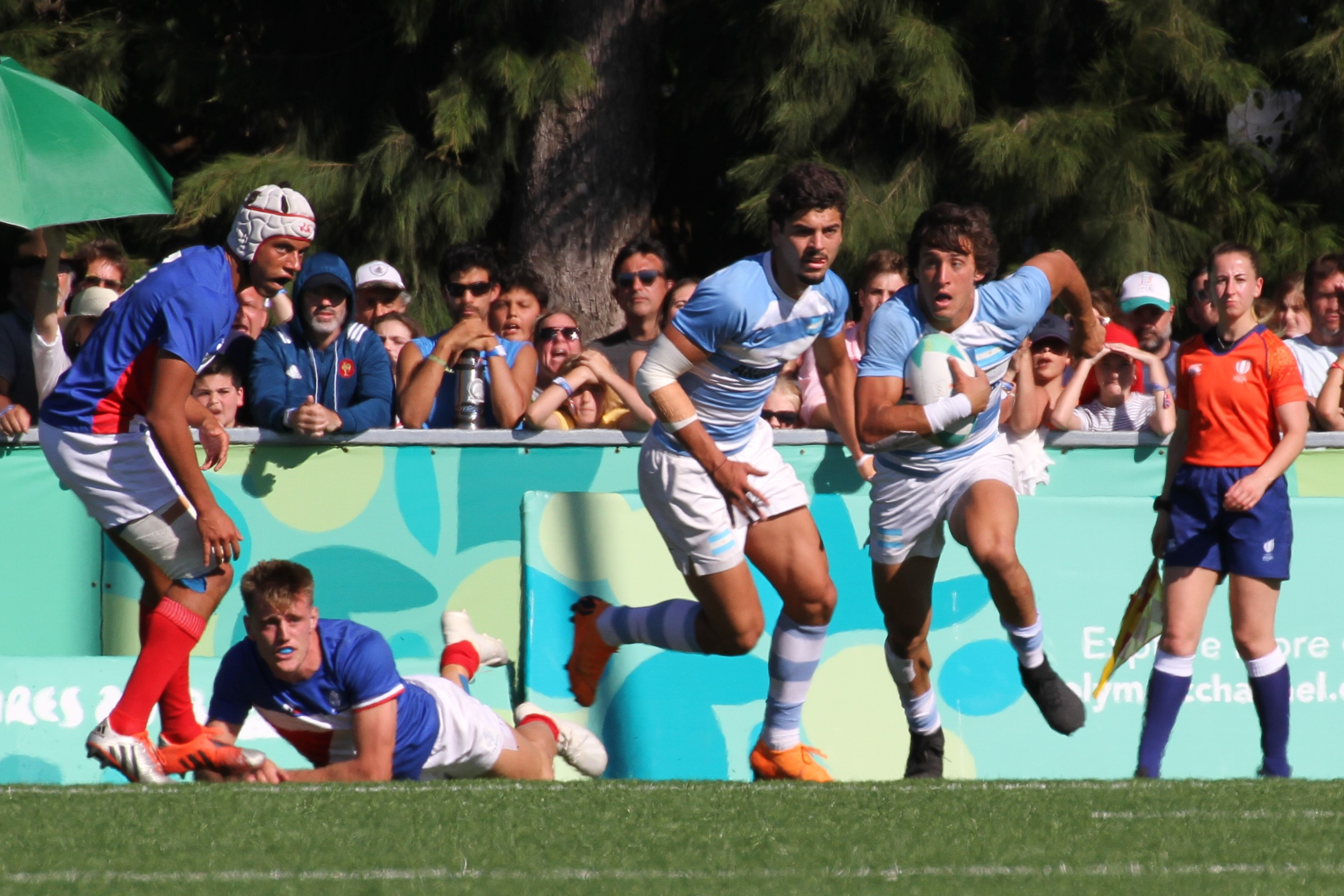
Match pour la médaille d'or : Argentine - France.

#### Classement final
| Rang | Équipe         |
| ---- | -------------- |
| 1    | Argentine      |
| 2    | France         |
| 3    | Japon          |
| 4    | Afrique du Sud |
| 5    | États-Unis     |
| 6    | Samoa          |

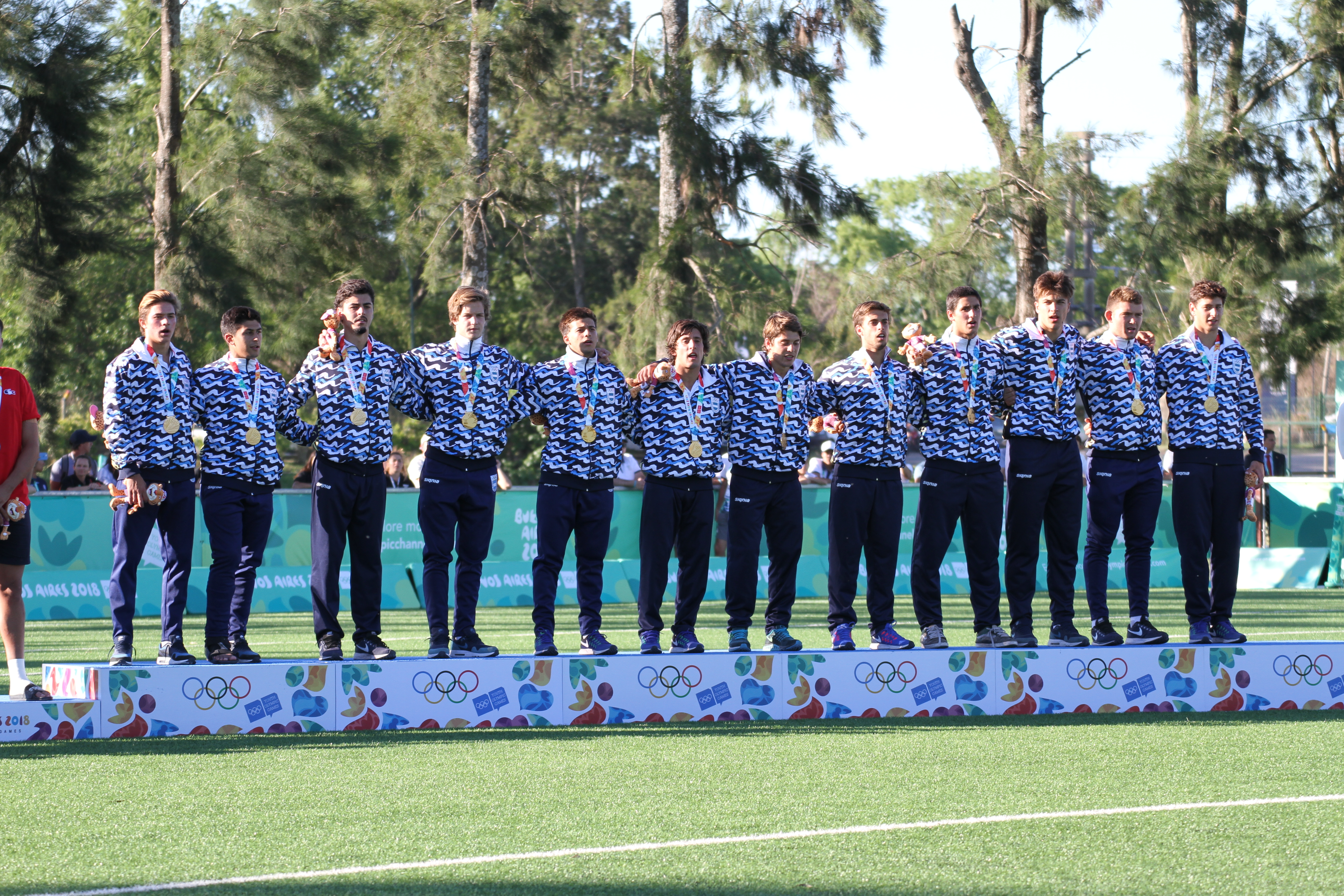
Médaille d'or : Argentine
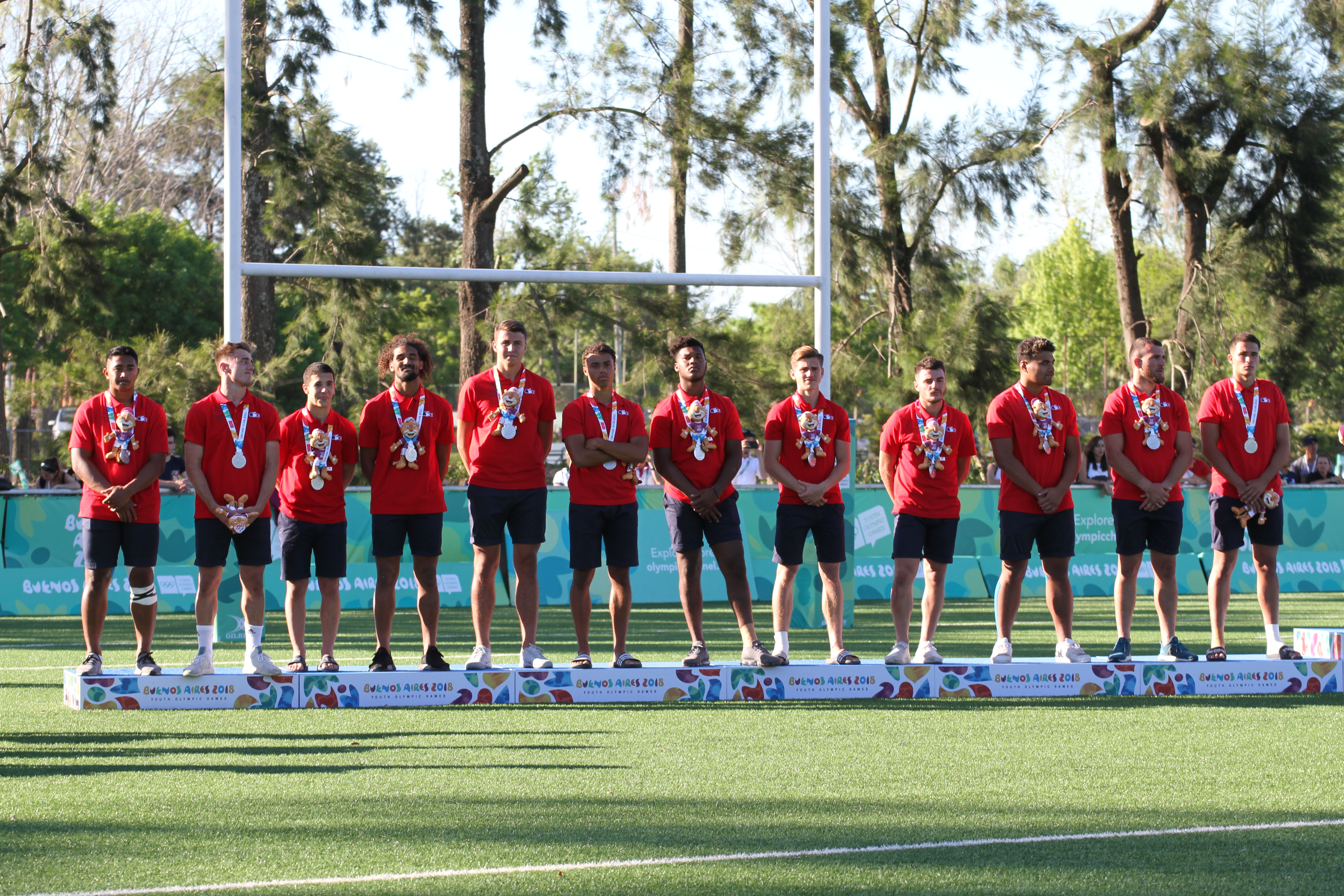
Médaille d'argent : France
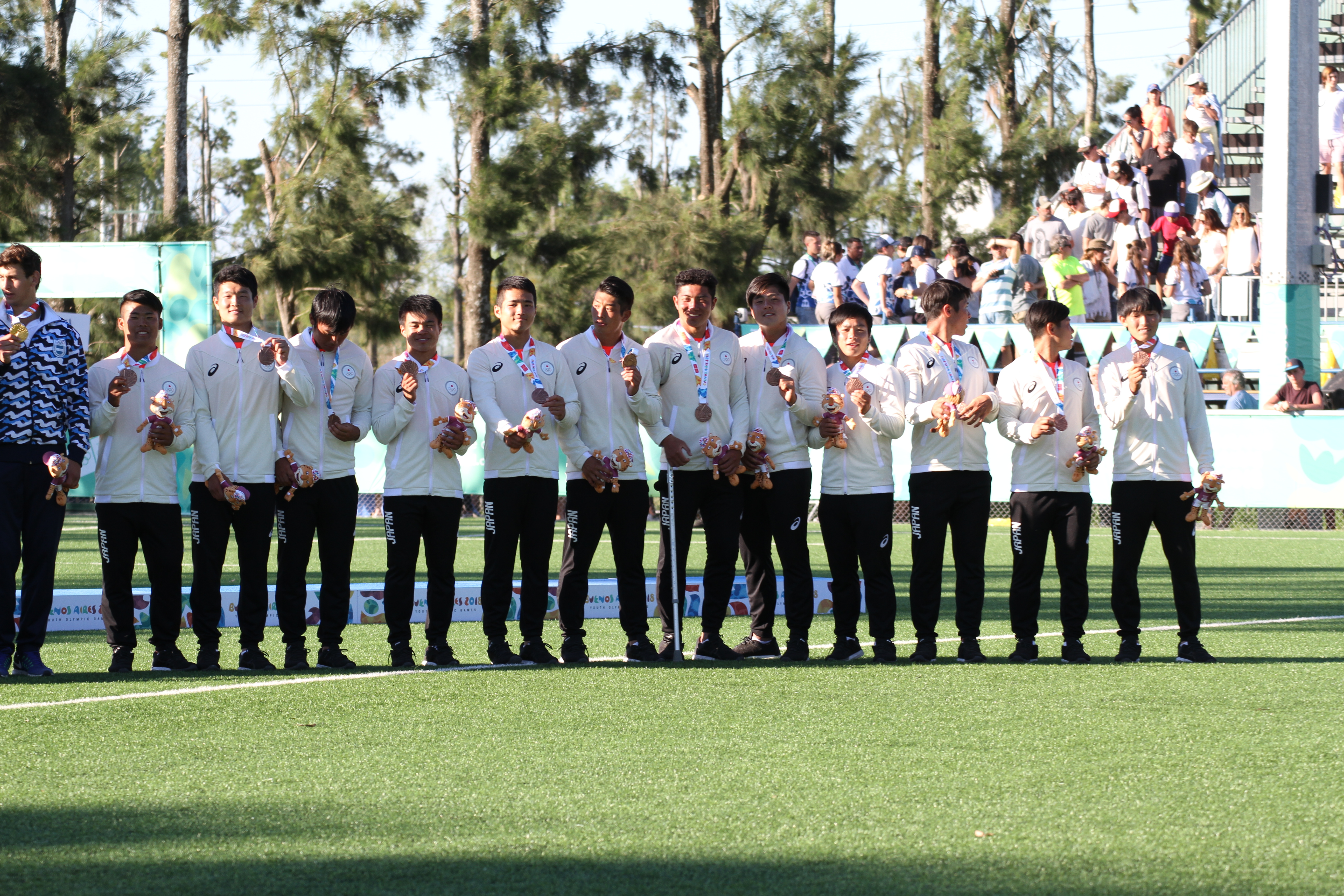
Médaille de bronze : Japon

### Tournoi féminin
Au terme de la compétition, la Nouvelle-Zélande remporte la médaille d'or contre la France,.

#### Phase préliminaire
| 13 octobre 2018 12 h 0 (UTC−03:00) | Nouvelle-Zélande | 53 - 0 | Tunisie | La Boya, San Isidro |
| 13 octobre 2018 12 h 0 (UTC−03:00) |                  |        |         | La Boya, San Isidro |
| 13 octobre 2018 12 h 0 (UTC−03:00) |                  |        |         | La Boya, San Isidro |

| 13 octobre 2018 12 h 25 (UTC−03:00) | France | 47 - 0 | Colombie | La Boya, San Isidro |
| 13 octobre 2018 12 h 25 (UTC−03:00) |        |        |          | La Boya, San Isidro |
| 13 octobre 2018 12 h 25 (UTC−03:00) |        |        |          | La Boya, San Isidro |

| 13 octobre 2018 12 h 50 (UTC−03:00) | Canada | 24 - 15 | Kazakhstan | La Boya, San Isidro |
| 13 octobre 2018 12 h 50 (UTC−03:00) |        |         |            | La Boya, San Isidro |
| 13 octobre 2018 12 h 50 (UTC−03:00) |        |         |            | La Boya, San Isidro |

| 13 octobre 2018 15 h 5 (UTC−03:00) | Nouvelle-Zélande | 38 - 5 | Colombie | La Boya, San Isidro |
| 13 octobre 2018 15 h 5 (UTC−03:00) |                  |        |          | La Boya, San Isidro |
| 13 octobre 2018 15 h 5 (UTC−03:00) |                  |        |          | La Boya, San Isidro |

| 13 octobre 2018 15 h 30 (UTC−03:00) | France | 45 - 0 | Kazakhstan | La Boya, San Isidro |
| 13 octobre 2018 15 h 30 (UTC−03:00) |        |        |            | La Boya, San Isidro |
| 13 octobre 2018 15 h 30 (UTC−03:00) |        |        |            | La Boya, San Isidro |

| 13 octobre 2018 15 h 55 (UTC−03:00) | Canada | 50 - 7 | Tunisie | La Boya, San Isidro |
| 13 octobre 2018 15 h 55 (UTC−03:00) |        |        |         | La Boya, San Isidro |
| 13 octobre 2018 15 h 55 (UTC−03:00) |        |        |         | La Boya, San Isidro |

| 14 octobre 2018 12 h 0 (UTC−03:00) | Nouvelle-Zélande | 26 - 12 | France | La Boya, San Isidro |
| 14 octobre 2018 12 h 0 (UTC−03:00) |                  |         |        | La Boya, San Isidro |
| 14 octobre 2018 12 h 0 (UTC−03:00) |                  |         |        | La Boya, San Isidro |

| 14 octobre 2018 12 h 25 (UTC−03:00) | Canada | 27 - 10 | Colombie | La Boya, San Isidro |
| 14 octobre 2018 12 h 25 (UTC−03:00) |        |         |          | La Boya, San Isidro |
| 14 octobre 2018 12 h 25 (UTC−03:00) |        |         |          | La Boya, San Isidro |

| 14 octobre 2018 12 h 50 (UTC−03:00) | Tunisie | 5 - 24 | Kazakhstan | La Boya, San Isidro |
| 14 octobre 2018 12 h 50 (UTC−03:00) |         |        |            | La Boya, San Isidro |
| 14 octobre 2018 12 h 50 (UTC−03:00) |         |        |            | La Boya, San Isidro |

| 14 octobre 2018 15 h 5 (UTC−03:00) | Nouvelle-Zélande | 20 - 5 | Canada | La Boya, San Isidro |
| 14 octobre 2018 15 h 5 (UTC−03:00) |                  |        |        | La Boya, San Isidro |
| 14 octobre 2018 15 h 5 (UTC−03:00) |                  |        |        | La Boya, San Isidro |

| 14 octobre 2018 15 h 30 (UTC−03:00) | France | 41 - 0 | Tunisie | La Boya, San Isidro |
| 14 octobre 2018 15 h 30 (UTC−03:00) |        |        |         | La Boya, San Isidro |
| 14 octobre 2018 15 h 30 (UTC−03:00) |        |        |         | La Boya, San Isidro |

| 14 octobre 2018 15 h 55 (UTC−03:00) | Colombie | 36 - 0 | Kazakhstan | La Boya, San Isidro |
| 14 octobre 2018 15 h 55 (UTC−03:00) |          |        |            | La Boya, San Isidro |
| 14 octobre 2018 15 h 55 (UTC−03:00) |          |        |            | La Boya, San Isidro |

| 15 octobre 2018 9 h 50 (UTC−03:00) | Nouvelle-Zélande | 32 - 5 | Kazakhstan | La Boya, San Isidro |
| 15 octobre 2018 9 h 50 (UTC−03:00) |                  |        |            | La Boya, San Isidro |
| 15 octobre 2018 9 h 50 (UTC−03:00) |                  |        |            | La Boya, San Isidro |

| 15 octobre 2018 10 h 15 (UTC−03:00) | France | 33 - 19 | Canada | La Boya, San Isidro |
| 15 octobre 2018 10 h 15 (UTC−03:00) |        |         |        | La Boya, San Isidro |
| 15 octobre 2018 10 h 15 (UTC−03:00) |        |         |        | La Boya, San Isidro |

| 15 octobre 2018 10 h 40 (UTC−03:00) | Colombie | 15 - 7 | Tunisie | La Boya, San Isidro |
| 15 octobre 2018 10 h 40 (UTC−03:00) |          |        |         | La Boya, San Isidro |
| 15 octobre 2018 10 h 40 (UTC−03:00) |          |        |         | La Boya, San Isidro |

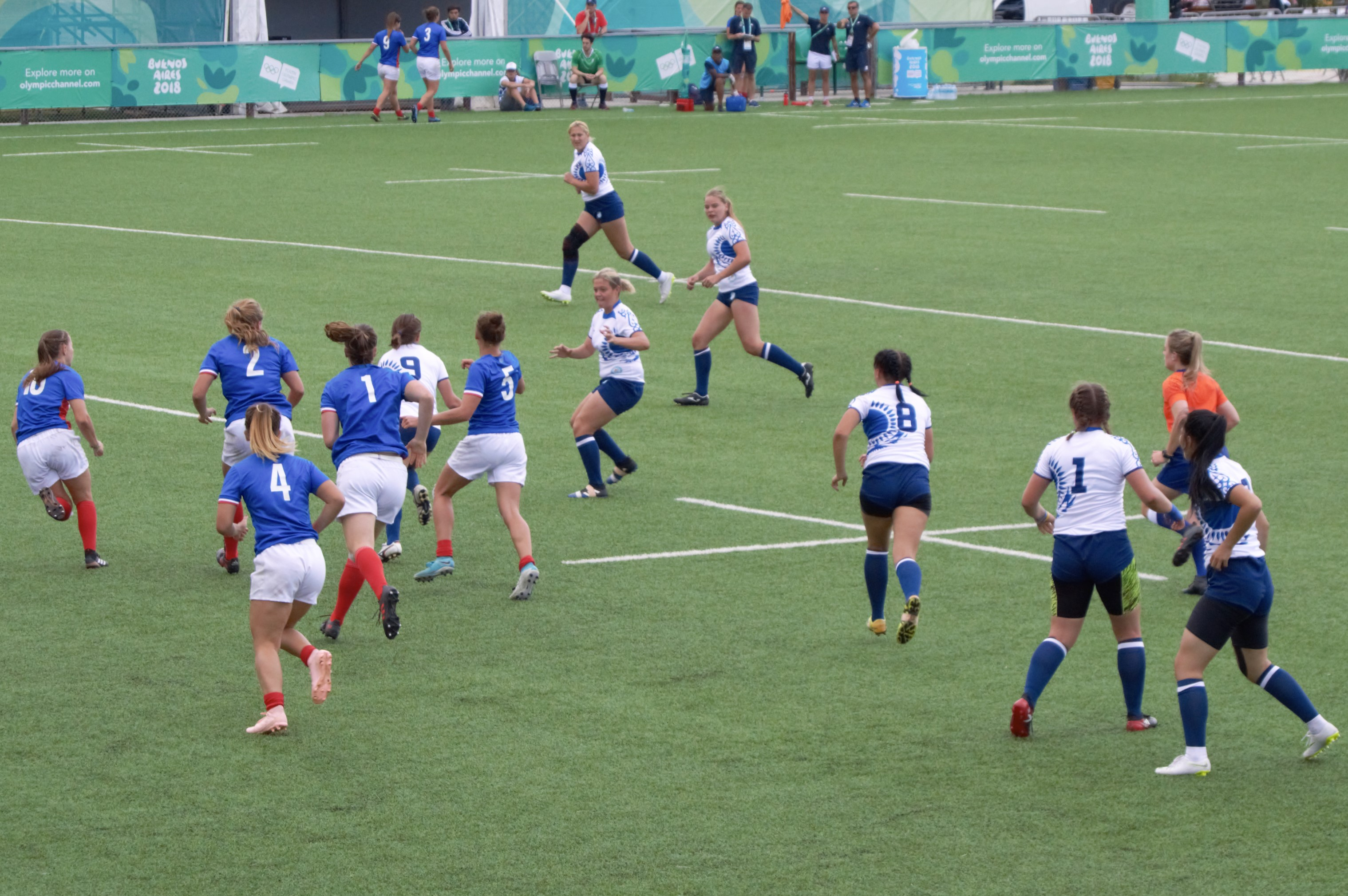
France - Kazakhstan.
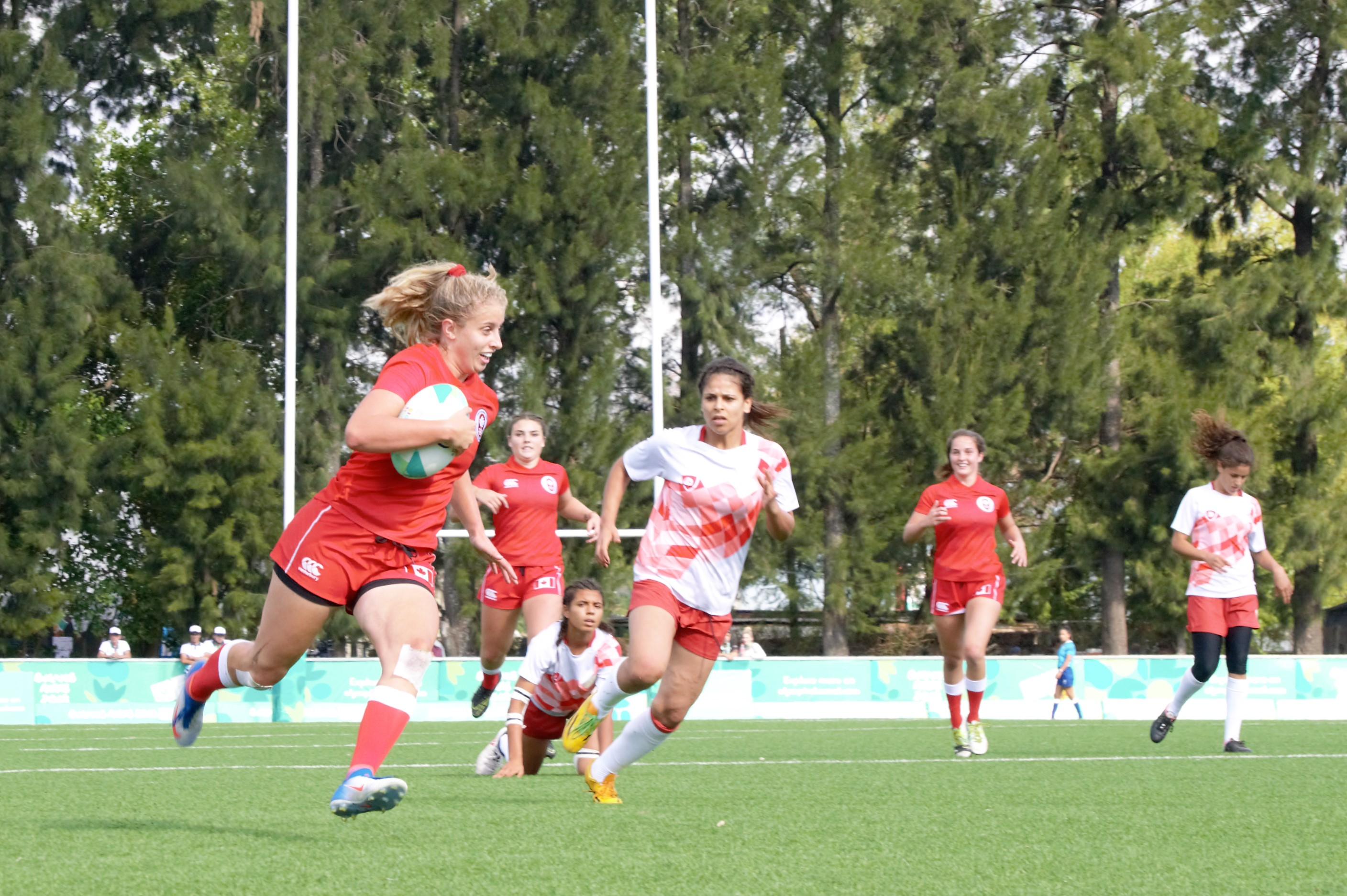
Canada - Tunisie.
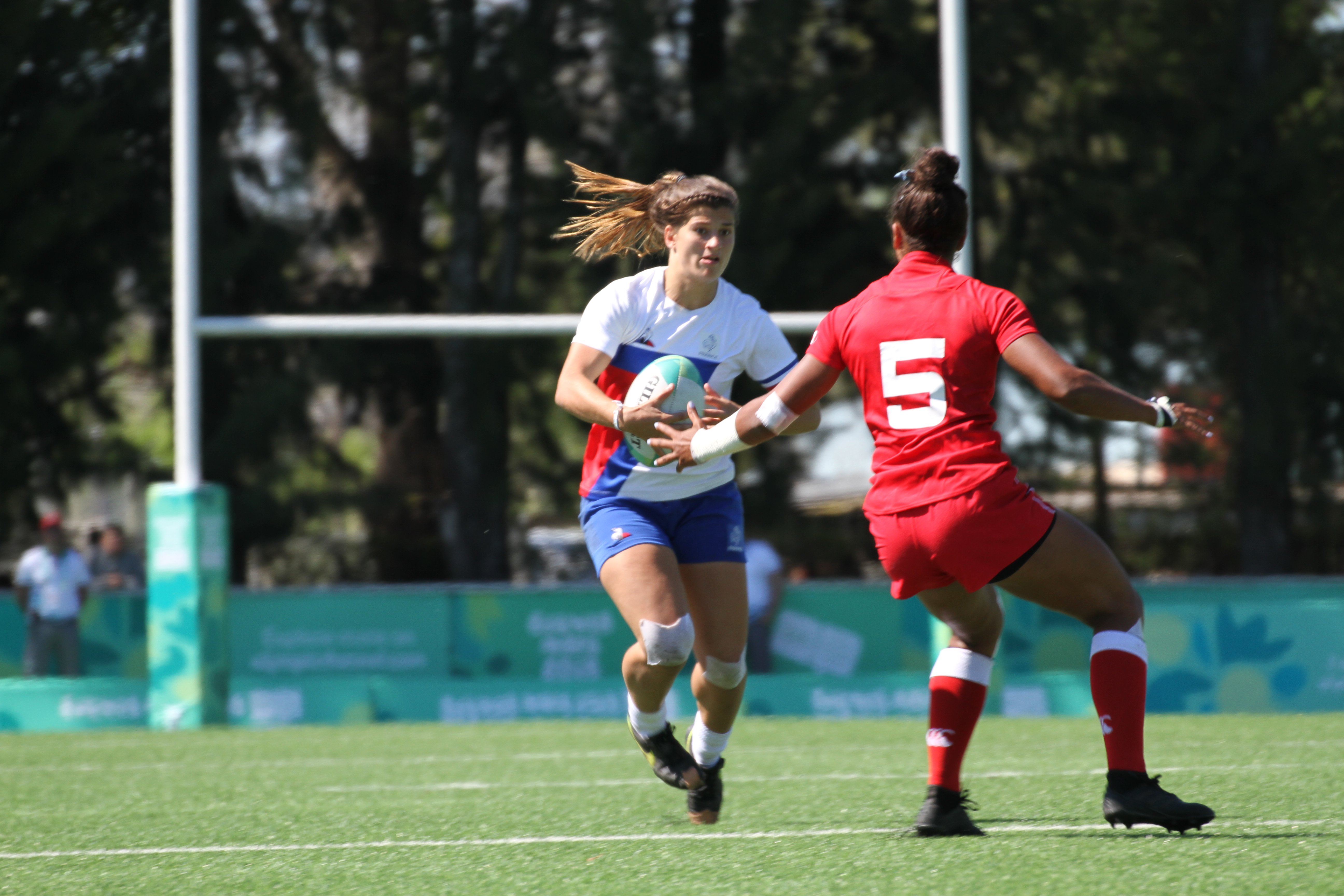
France - Canada.
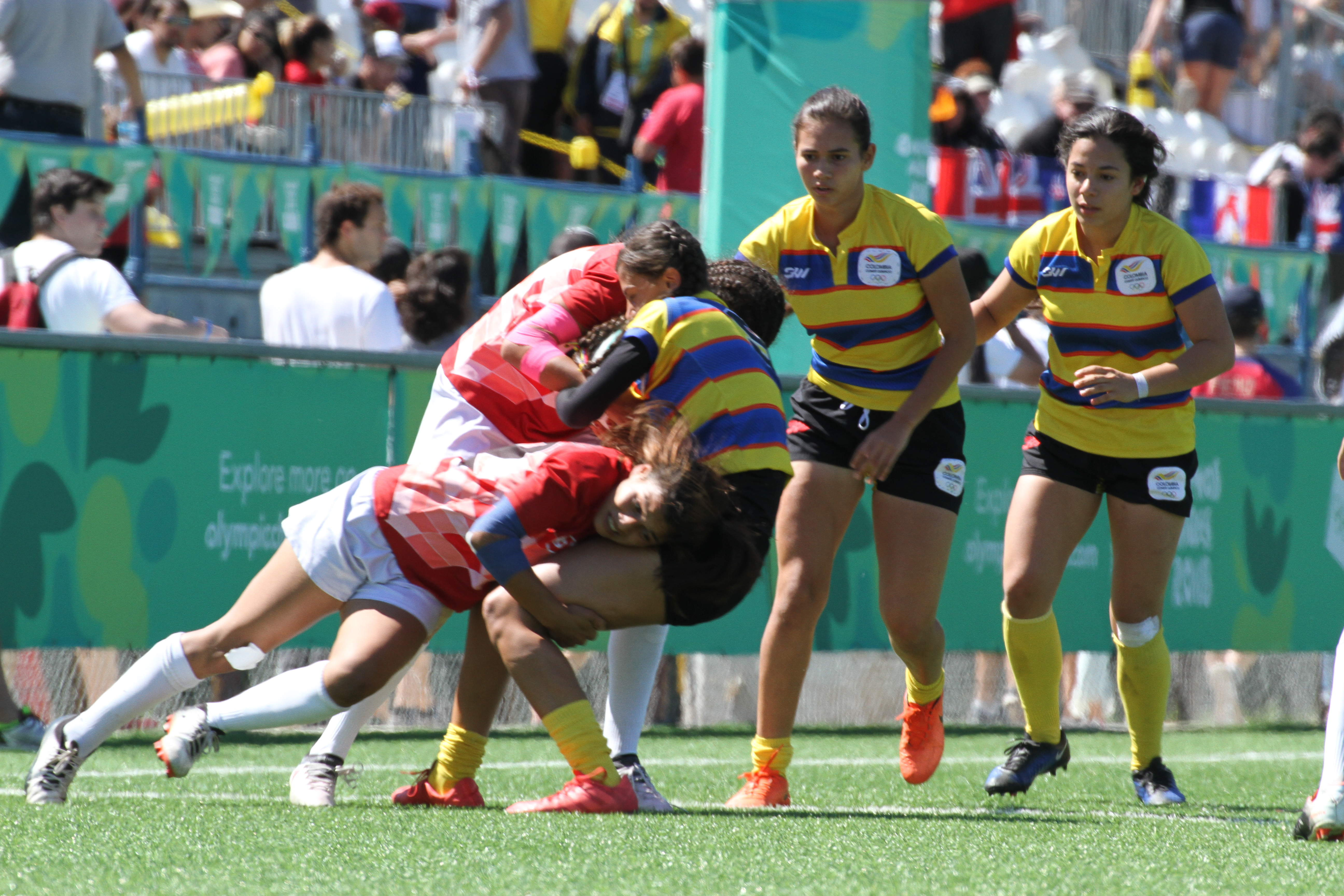
Colombie - Tunisie.

| Rang | Pays             | J | V | N | D | Pm  | Pe  | Diff | Pts |
| ---- | ---------------- | - | - | - | - | --- | --- | ---- | --- |
| 1    | Nouvelle-Zélande | 5 | 5 | 0 | 0 | 169 | 27  | +142 | 15  |
| 2    | France           | 5 | 4 | 0 | 1 | 178 | 45  | +133 | 13  |
| 3    | Canada           | 5 | 3 | 0 | 2 | 125 | 85  | +40  | 11  |
| 4    | Colombie         | 5 | 2 | 0 | 3 | 66  | 119 | -53  | 9   |
| 5    | Kazakhstan       | 5 | 1 | 0 | 4 | 44  | 142 | -98  | 7   |
| 6    | Tunisie          | 5 | 0 | 0 | 5 | 19  | 183 | -164 | 5   |

|  | Qualifié pour le match pour la médaille d'or      |
|  | Qualifié pour le match pour la médaille de bronze |
|  | Qualifié pour le match pour la 5e place           |

#### Phase finale
Match pour la 5e place
| 15 octobre 2018 13 h 55 (UTC−03:00) | Kazakhstan | 12 - 0 | Tunisie | La Boya, San Isidro |
| 15 octobre 2018 13 h 55 (UTC−03:00) |            |        |         | La Boya, San Isidro |
| 15 octobre 2018 13 h 55 (UTC−03:00) |            |        |         | La Boya, San Isidro |

Match pour la médaille de bronze
| 15 octobre 2018 14 h 45 (UTC−03:00) | Canada | 24 - 19 | Colombie | La Boya, San Isidro |
| 15 octobre 2018 14 h 45 (UTC−03:00) |        |         |          | La Boya, San Isidro |
| 15 octobre 2018 14 h 45 (UTC−03:00) |        |         |          | La Boya, San Isidro |

Match pour la médaille d'or
| 15 octobre 2018 15 h 35 (UTC−03:00) | Nouvelle-Zélande | 15 - 12 | France | La Boya, San Isidro |
| 15 octobre 2018 15 h 35 (UTC−03:00) |                  |         |        | La Boya, San Isidro |
| 15 octobre 2018 15 h 35 (UTC−03:00) |                  |         |        | La Boya, San Isidro |

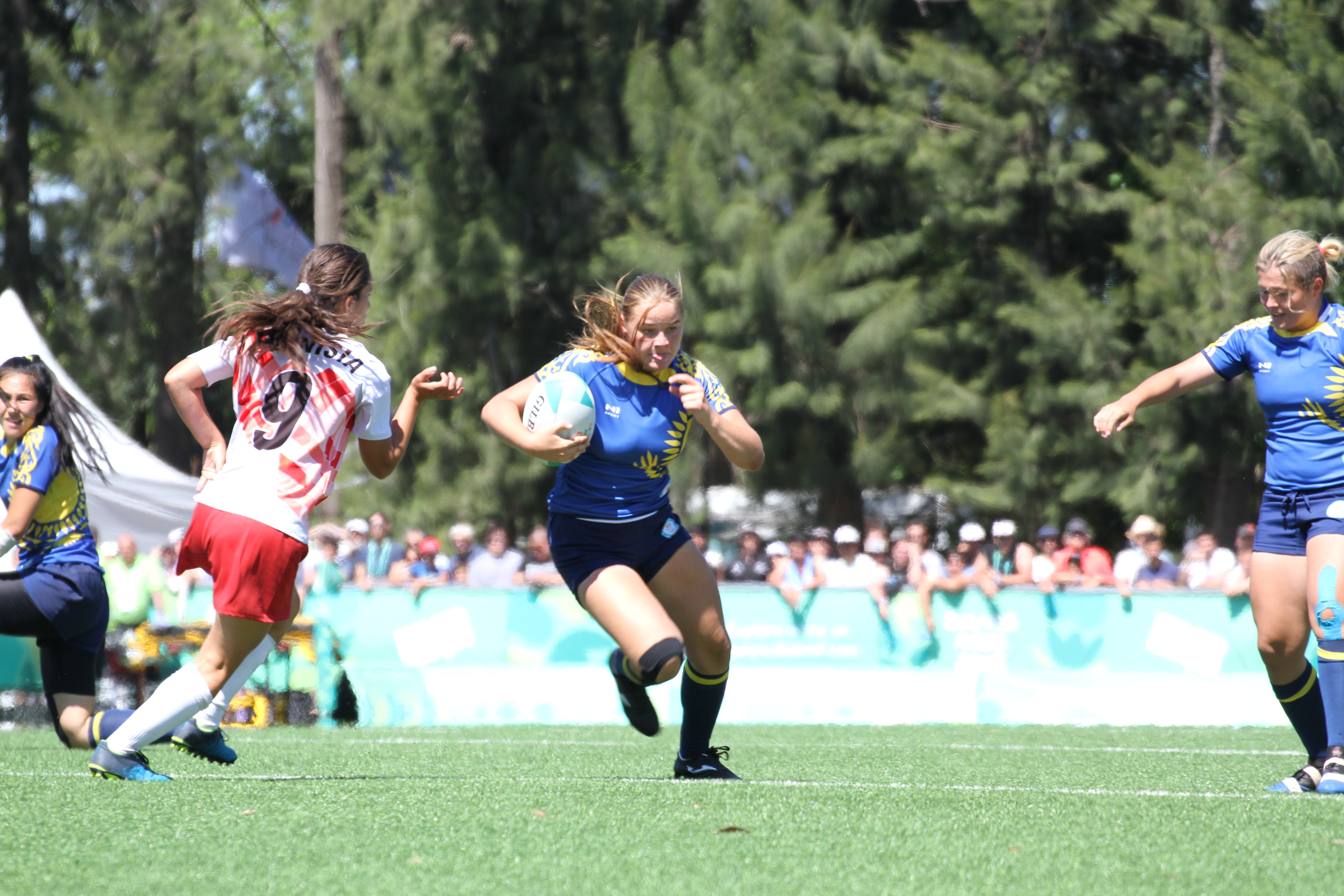
Match pour la 5e place : Kazakhstan - Tunisie.
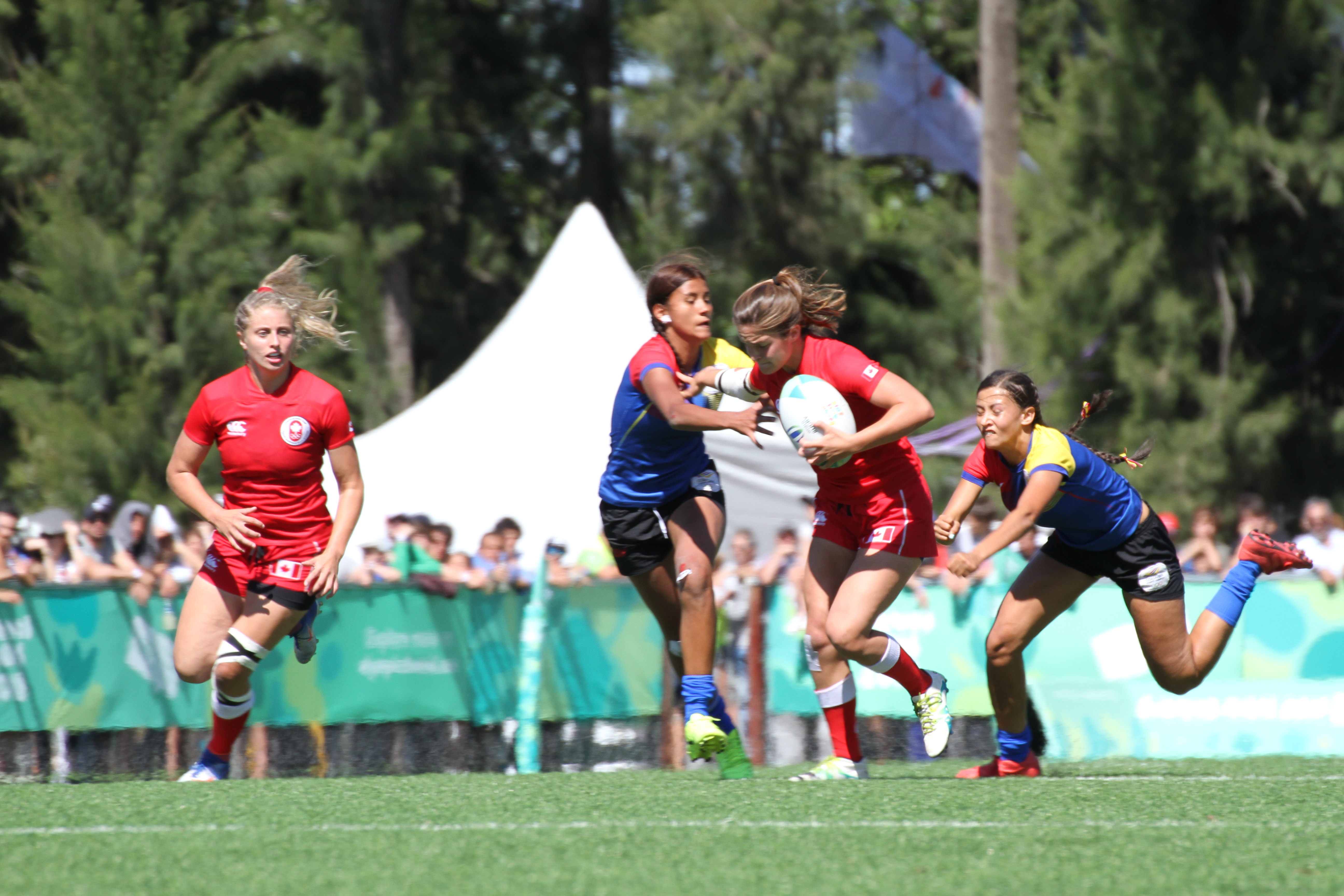
Match pour la médaille de bronze : Canada - Colombie.
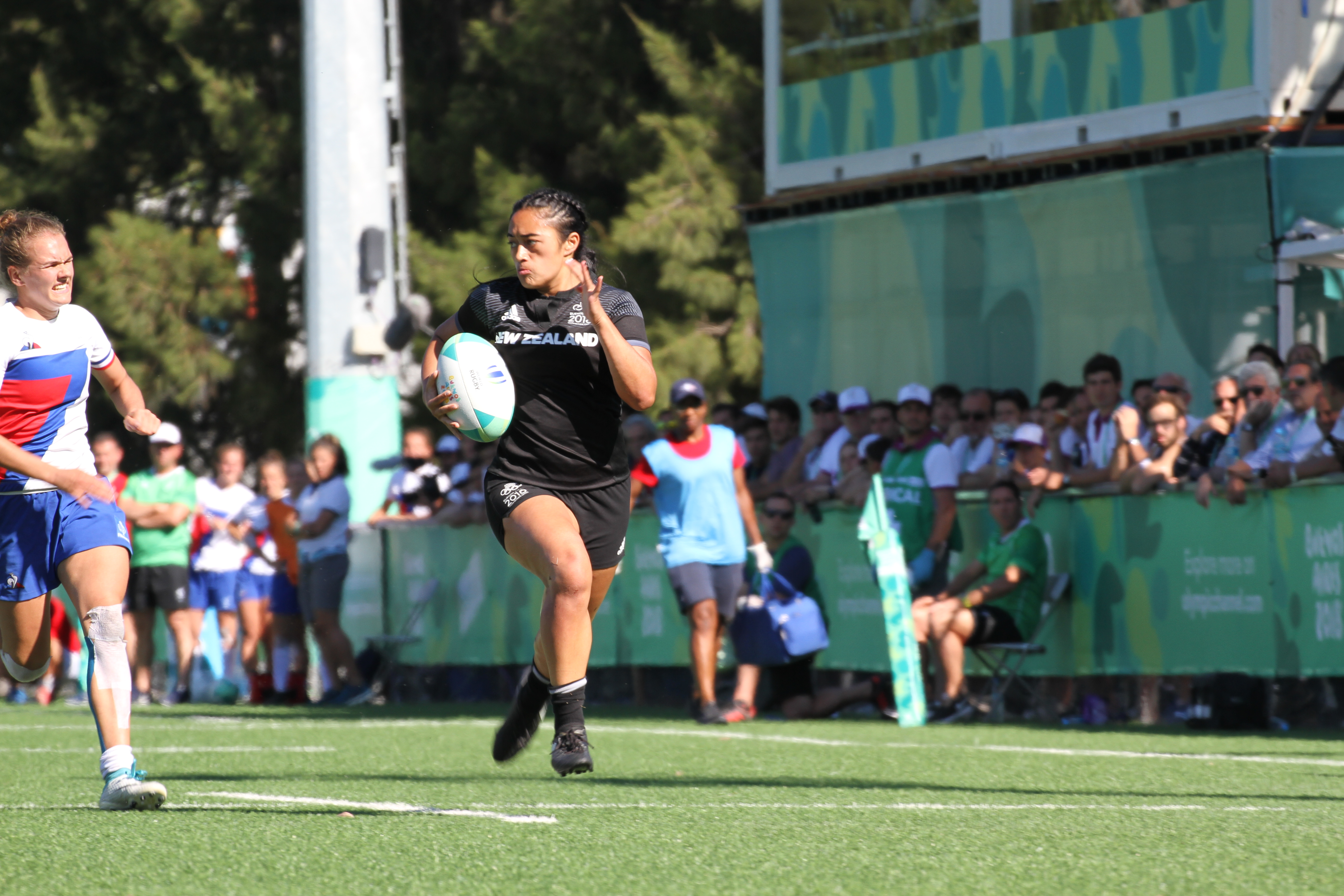
Match pour la médaille d'or : Nouvelle-Zélande - France.

#### Classement final
| Rang | Équipe           |
| ---- | ---------------- |
| 1    | Nouvelle-Zélande |
| 2    | France           |
| 3    | Canada           |
| 4    | Colombie         |
| 5    | Kazakhstan       |
| 6    | Tunisie          |

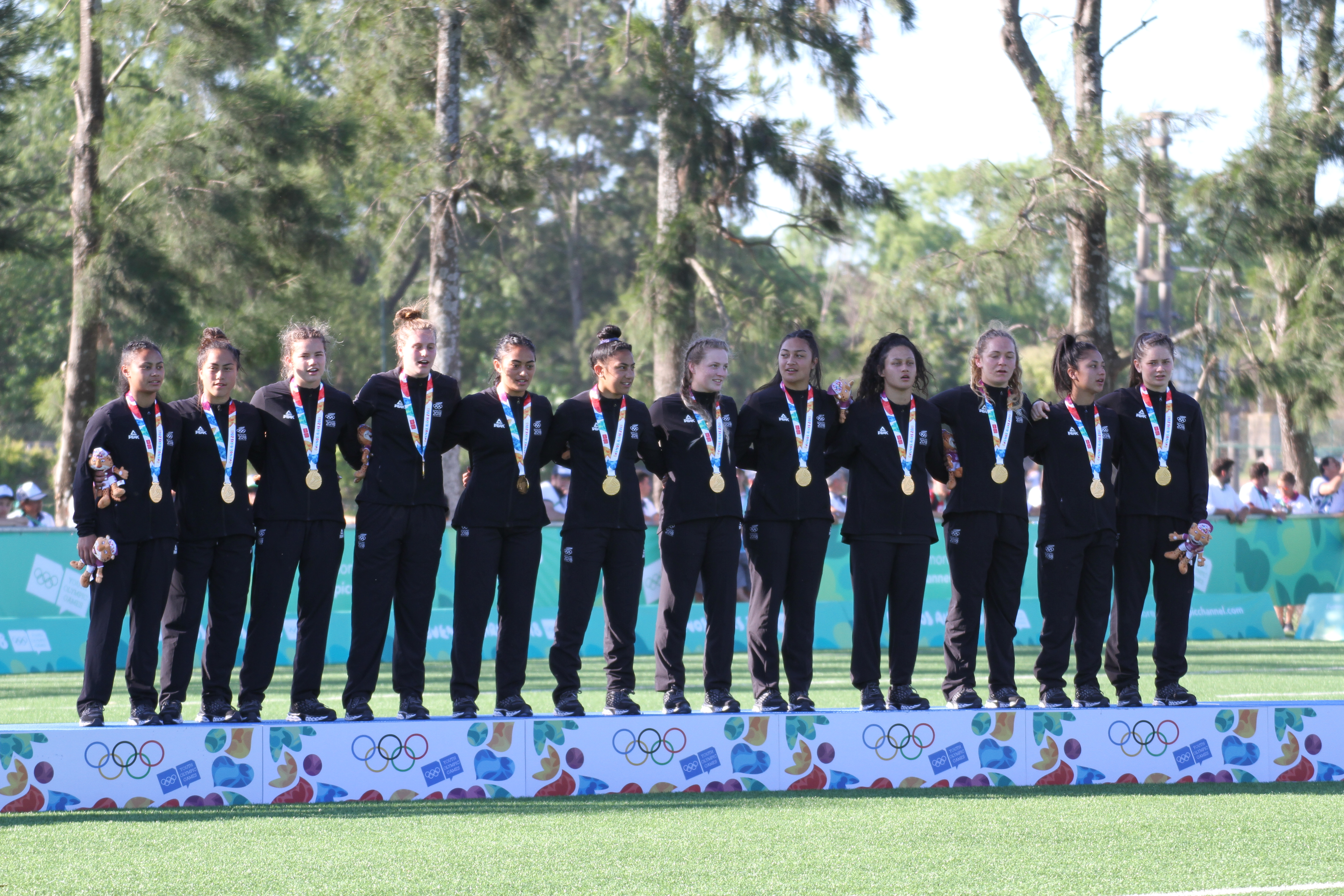
Médaille d'or : Nouvelle-Zélande
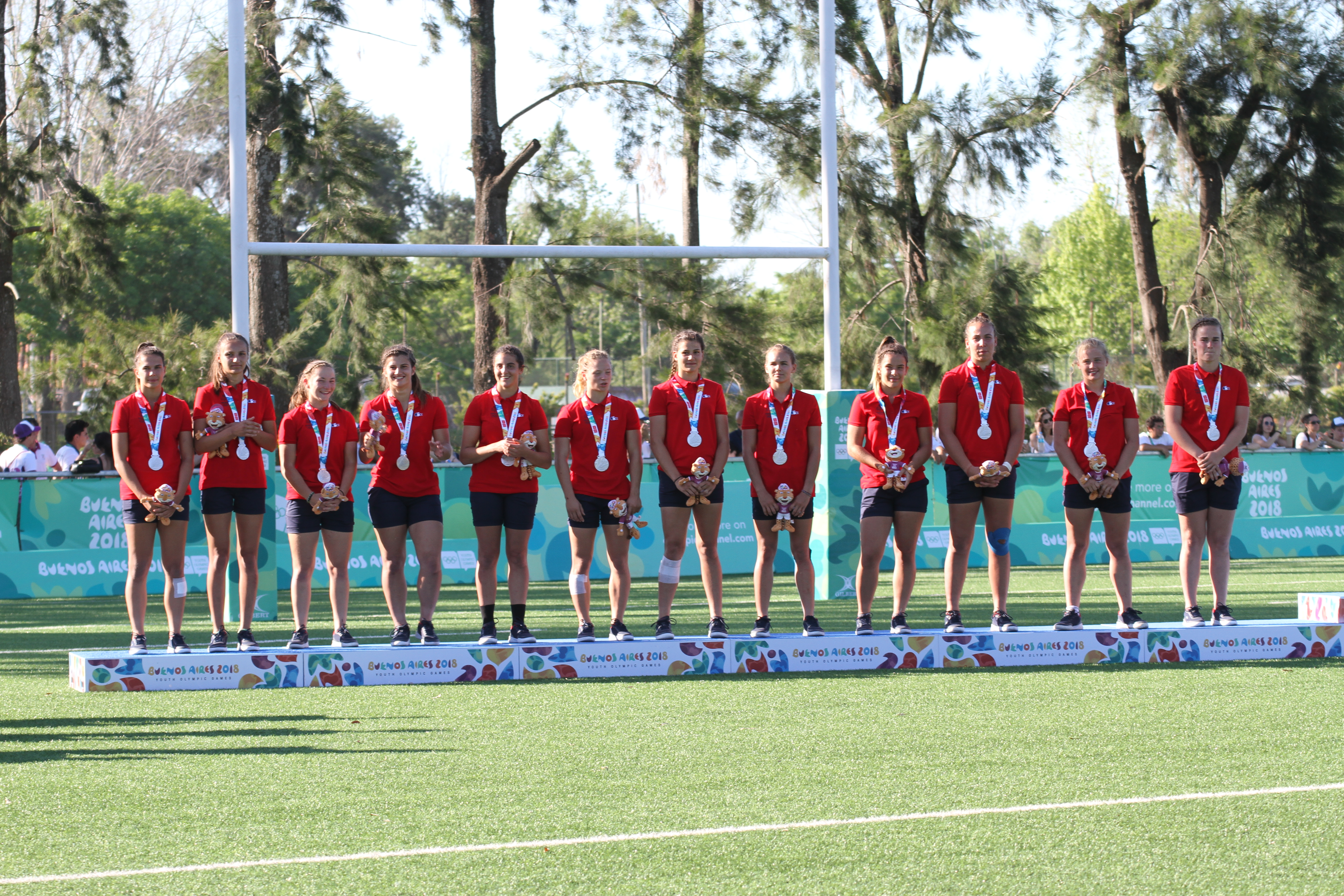
Médaille d'argent : France
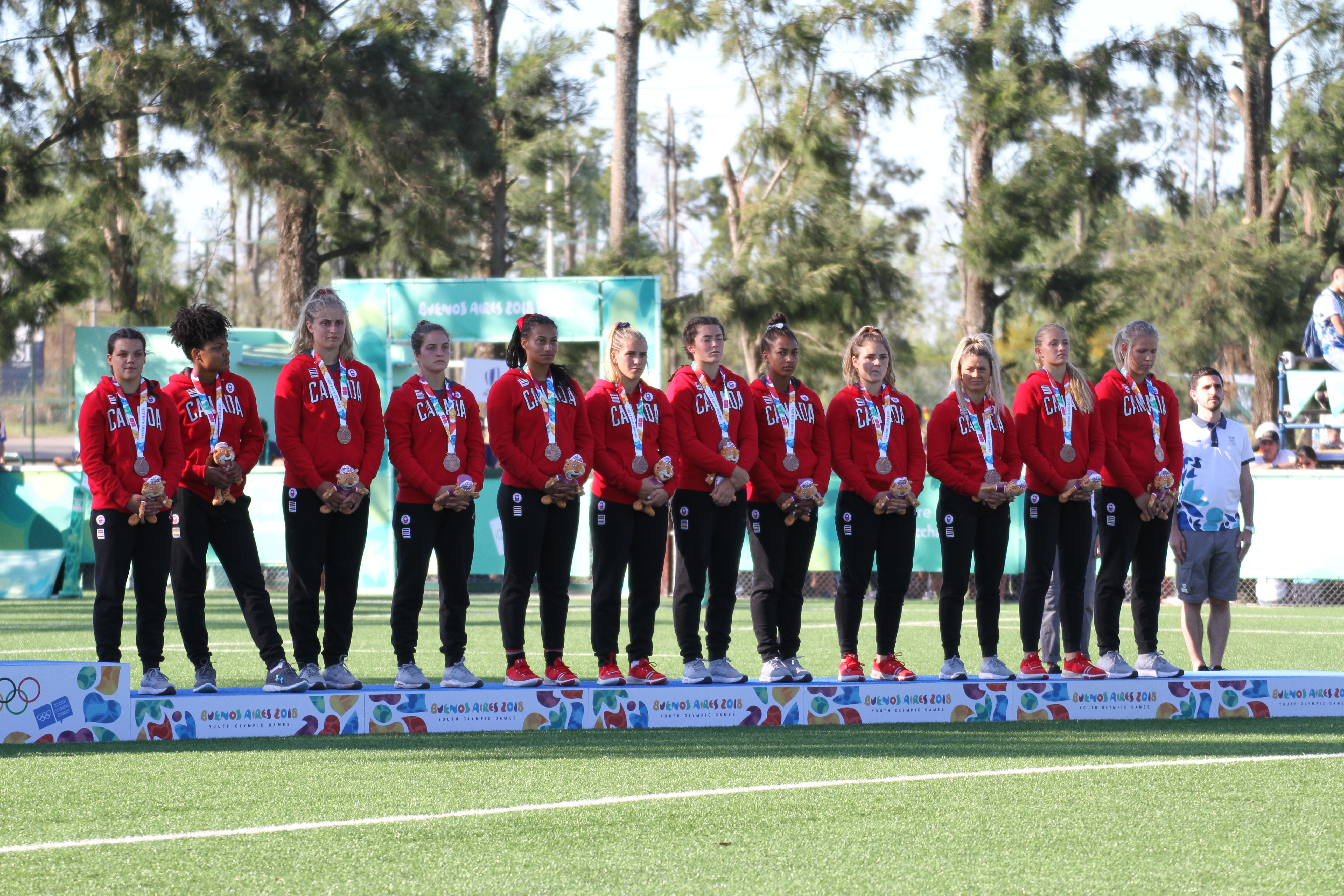
Médaille de bronze : Canada

## Podiums
| Événement        | Or               | Argent | Bronze |
| ---------------- | ---------------- | ------ | ------ |
| Tournoi masculin | Argentine        | France | Japon  |
| Tournoi féminin  | Nouvelle-Zélande | France | Canada |

## Tableau des médailles
| Rang  | Nation           | Or | Argent | Bronze | Total |
| ----- | ---------------- | -- | ------ | ------ | ----- |
| 1     | Argentine        | 1  | 0      | 0      | 1     |
| 1     | Nouvelle-Zélande | 1  | 0      | 0      | 1     |
| 3     | France           | 0  | 2      | 0      | 2     |
| 4     | Japon            | 0  | 0      | 1      | 1     |
| 4     | Canada           | 0  | 0      | 1      | 1     |
| Total | Total            | 2  | 2      | 2      | 6     |